# Чабаєвка
Чаба́євка (рос. Чабаевка, башк. Сабай) — присілок у складі Краснокамського району Башкортостану, Росія. Входить до складу Шушнурської сільської ради.
Населення — 17 осіб (2010; 21 у 2002).
Національний склад:
- марійці — 95 %